# Половое воспитание в СССР
Половое воспитание — система медико-педагогических мер по воспитанию у родителей, детей, подростков и молодёжи правильного отношения к вопросам пола.
Половое воспитание связано со сложными медико-педагогическими и социальными проблемами. В нём тесно переплетаются физиолого-гигиенические, педагогические, морально-этические и эстетические аспекты.
Целью полового воспитания обычно ставят укрепление института брака и семьи, включающее:
- гармоничное развитие подрастающего поколения;
- повышение сексологических знаний;
- полноценное формирование детородной функции;
- создание чувства ответственности за здоровье и благополучие.

## История полового воспитания и его актуальность
В течение многих веков трактовка вопросов полового воспитания определялась традициями, освящёнными религией. Только в XX в. начались попытки научного подхода к проблемам полового воспитания. Во 2-й половине XX в. повсеместно возникает интерес к ним со стороны не только специалистов — педагогов, сексологов и др., но и общественности, государственных органов. Это связано, в частности, с распространением среди молодёжи многих стран взглядов, отрицающих какие-либо ограничения и моральные нормы в половой жизни («единая половая мораль — свободная любовь»), с ростом ЗППП, ВИЧ/СПИД, частоты подростковой беременности, абортов и родов у несовершеннолетних и т. д.

## Половое воспитание в странах мира
В СССР и в других социалистических странах уделялось значительное внимание вопросам методики полового воспитания подрастающего поколения. Однако данные о его эффективности не публиковались. Элементы полового воспитания присутствуют в структуре воспитания индивида в странах Запада.
Элементы полового воспитания включены в программы широко распространённого в странах Запада «сексуального просвещения». Последнее, как известно, занимается подробным ознакомлением детей и подростков (начиная со старшего дошкольного и младшего школьного возрастов) с анатомо-физиологическими, сексологическими, гигиеническими и др. сведениями, касающимися вопросов пола и половой жизни. Удельный вес вопросов полового воспитания в более поздних и более совершенных программах сексуального просвещения (Нидерланды и США) возрастает.

### Методика полового воспитания в СССР
Она охватывала возрастные периоды от раннего детства (2-3 года), подросткового возраста (12-16 лет) до юношеского возраста (16-21 год). Методика включала пять этапов. Половое просвещение вводилось в половое воспитание на 4-5 этапе (начиная с 8-го класса средней школы).

#### Принципы методики полового воспитания
Половое воспитание вытекало из общих принципов воспитательной работы в СССР:
- полового воспитания — как составная часть общего комплекса учебно-воспитательных мероприятий в семье, дошкольных учреждениях, школе, молодёжных организациях и т. д. на основе единого подхода со стороны родителей, педагогов и воспитателей, медицинских работников[8];
- оно имело дифференцированный
  - в соответствии с полом, возрастом и степенью подготовленности ребёнка (родителей)
  - и поэтапный (преемственный) характер[9];
- оно подразумевало сочетание с благоприятной нравственной атмосферой и гигиеническими условиями[10].

#### Этапы полового воспитания

##### Первый этап
Этот этап охватывал детей младшего и дошкольного возрастов. На этапе проводилось обучение детей элементарным гигиеническим навыкам и правилам поведения. Для родителей подчёркивалась важность ухода, направление ухода на устранение возможности раздражения эрогенных зон ребёнка (в первую очередь в области половых органов) неудобной одеждой, паразитирующими в толстом кишечнике глистами (острицами) и др.
В 2-3 года у ребёнка формировалось сознание принадлежности к определённому полу, появлялось понимание различий в строении тела мальчика и девочки, возникали вопросы типа «Откуда я взялся?». Эти наблюдения и вопросы — следствие естественного процесса познавания окружающего мира, они не имели ещё сексуального характера. Отвечать на них рекомендовалось в доступной ребёнку форме, кратко, без излишней детализации (например, без описания строения и функции половых органов), так как такая детализация могла пробудить у ребёнка интерес к сексуальным подробностям, о которых он не подозревал и, естественно, не спрашивал.
Поскольку, как правило, более точный ответ на вопрос «Откуда берутся дети?» ребёнок стремился получить лишь в 5-7-летнем возрасте, а вопрос о роли отца в его рождении начинал возникать у ребёнка в 6-8 лет то до этого времени детей вполне удовлетворяли формальные ответы типа: «Я родила тебя в родильном доме», «Ты вырос у меня в животике» и т. п.
Рекомендовалось приводить примеры из жизни животных, но не следовало уклоняться от истинного ответа или прибегать к сказкам о «капусте», «аистах», «базаре» и т. п. Смущение старших, их отказ ответить на вопрос или вскоре разоблачаемая ложь вызывали недоверие ребёнка к ним, обострённый интерес к таинственной стороне жизни и потребность удовлетворить любопытство с помощью более «осведомлённых» старших товарищей.

##### Второй этап
Детей младшего школьного возраста обучали общим морально-этическим и гигиеническим правилам, важным для нормального полового развития. Существенную роль, как и на др. этапах полового воспитания, играла организация рационального режима и питания. В дошкольном и младшем школьном возрасте ребёнок мог влюбляться (чаще в старшего, обычно красивого или сильного человека), старался быть ближе к любимому, ласкаться, ухаживать за ним. В таких случаях не следовало фиксировать внимание на этой влюблённости, надо было постараться переключить внимание ребёнка на новые игры, чтение и др. занятия. Влюблённость проходила сама. Как и на других этапах полового воспитания, были важны положительные примеры корректных взаимоотношений родителей и других взрослых.

##### Третий этап
Этот этап соответствовал периоду полового созревания. Как правило, этот период не сопровождался нарушениями в состоянии здоровья; могли наблюдаться повышенная утомляемость, раздражительность, снижение внимания. Задача родителей состояла в том, чтобы сообщить ребёнку необходимые сведения о физиологических особенностях растущего организма и обучить его соответствующим специальным правилам гигиены. Прежде всего родителям нужно было подготовить девочку к появлению менструаций. По данным опросов того времени, 70 % девочек узнавали об этом именно от матерей. Мальчика надо было подготовить к поллюциям. Было необходимо научить девочек правилам специального туалета, ведения менструального дневника, рассказать об одежде, питании, режиме в эти периоды и т. д. Мальчики также должны были быть ориентированы, что поллюции —естественное явление и что они требуют соблюдения элементарной гигиены. Была необходима настойчивая, но тактичная борьба с нередким в это время злоупотреблением мастурбацией, которая не должна была принимать формы запугивания её «страшными» последствиями.

##### Четвёртый и пятый этапы
Основная задача 4-го и 5-го этапов полового воспитания (соответственно подростков старшего школьного возраста и юношей и девушек, окончивших школу) состояла в освещении вопросов взаимоотношения полов как комплексной нравственной, социальной и гигиенической проблемы, в изложении основ гигиены половой жизни, в профилактике ЗППП, незапланированных беременностей и абортов, в морально-этических вопросах и гигиене брака.
В методике полового воспитания признавалось, что начиная с периода полового созревания подростки искали и утверждали свои идеалы; были очень критичны, легко шли на конфликты со взрослыми, часто переоценивали собственные нравственные достоинства или, наоборот, страдали от своих воображаемых недостатков. Основным мотивом поведения пробуждающейся женщины постепенно становилось желание нравиться окружающим, затем — представителям именно мужского пола, стремление к сопереживанию, к любви и ласке. Чтобы привлечь к себе внимание, девочки старались улучшить свою внешность модной причёской, одеждой, косметикой. Одновременно усиливался интерес к более точным сведениям о «тайнах» любви. Юноши утверждали своё «я» под девизом «всё могу как взрослый» (в том числе курить, пить алкогольные напитки и пр.), начинали присматриваться к девушкам. Нередко прежние привязанности к подругам (у девочки) и товарищам (у мальчиков) постепенно отходили на второй план. Молодые люди стремились подавить в себе неясные желания, но не знали, как это сделать, не умели найти себя в обществе сверстников противоположного пола, часто искали помощи и поддержки со стороны взрослых, но только при условии их тактичности. Советы родителей и учителей относительно поведения принимались юношами и девушками с благодарностью, если они не носили характера императива или запрета (в этом случае запрет явно или тайно нарушался). Умение взрослого видеть прекрасное (в природе, искусстве, труде, человеке), сделать себя приятным для других, уважительно, бережно относиться к окружающим привлекало внимание молодого человека и оказывало на него влияние.

#### Силы и средства методики полового воспитания
Половое воспитание проводилось родителями в семье, медицинскими работниками и педагогами (воспитателями) в учебных заведениях (во время учебных или внеклассных занятий) или производственных коллективах (лекции, беседы, брошюры, научно-популярные кинофильмы, тематические вечера и т. д.), загсами, культурно-просветительными и медицинскими учреждениями.
В конце 1980-х стала известна статистика абортов в СССР. Оказалось, что СССР занимал одно из первых мест в мире по количеству абортов на число рождённых детей. В значительной степени это связано с недостаточной осведомленностью населения о методах контрацепции, хотя некоторые средства контрацепции, такие, как презервативы, продавались в аптеках. Пик числа абортов пришёлся на 1964 год — 5,6 млн абортов, что было максимальным за всю историю России.
В постсоветской России количество абортов остаётся достаточно высоким. Так, в 2006 году было зарегистрировано 1 млн. 582 тыс. абортов. Кроме того, в России участились случаи подростковых абортов: из около 1,5 млн случаев, зафиксированных в 2006 году, 10 % пришлось на девушек до 19 лет. В 2007 году на 1000 абортов приходилось 27, сделанных девушками 15-19 лет. Возросло и количество матерей-подростков: к 2002 году в России из 1000 матерей 30 были подростками 15-19 лет. Также отмечено возрастание заболеваемости СПИДом, особенно среди молодых людей. Действительное число людей, которые жили с ВИЧ в конце 2005 года, оценивается от 560 тыс. до 1,6 млн, причём большинство из них — люди, возраст которых составляет 15-30 лет.
Все это можно объяснить отсутствием в современной России системы полового воспитания, адекватной для нынешних российских условий. Общая либерализация, свобода СМИ, печати, доступа в Интернет, тенденции современной моды и ценности массовой культуры подпитывают и без того свойственный подросткам интерес к вопросам секса и сексуальности, создают ощущение абсолютной сексуальной дозволенности, чего не было в СССР. При этом в средних общеобразовательных и средних специальных образовательных учреждениях нет универсальной комплексной программы воспитания, затрагивающей как медико-биологические аспекты половых отношений (беременность, менструальный цикл, контрацепция, ЗППП, заболевания репродуктивной системы), так и этические, психологические и социальные аспекты (моральная ответственность в отношениях, готовность вступить в отношения, осознание своей сексуальности, семейные отношения). Не готовы заниматься сексуальным воспитанием детей и родители. При опросе ВЦИОМ населения РСФСР в феврале 1991 года на вопрос «Говорили ли ваши родители с вами на темы полового воспитания?» утвердительно ответили только 13 процентов опрошенных; 87 процентов сказали «нет». Опросы подростков, проведённые в конце 90-х-начале 2000-х гг. дали аналогичные результаты. Зачастую родители и учителя считают, что беседы на половые темы подстегивают интерес подростка к сексу и способствует более раннему вступлению в половые связи.
Известный российский сексолог И. Кон пишет:

Министерство образования просило и в конце 1996 г. получило со стороны Фонда народонаселения ООН финансовую помощь для проведения в течение трёх лет экспериментальной работы для подготовки элементов курса полового воспитания в 16 пилотных школах, включая обучение группы учителей, чтобы в дальнейшем создать на этой основе необходимые стране собственные альтернативные программы, которые не копировали бы западный опыт, а учитывали специфику нашей культуры. Но не успел проект начаться, как разразился политический скандал.
Воспользовавшись ошибками министерских чиновников (обществу не разъяснили заранее целей проекта; одновременно с информацией о начале проекта были опубликованы 5 альтернативных программ полового воспитания, составленных отечественными авторами без учёта возрастных особенностей детей; сам проект не имел научного руководства и первая анкета, рассчитанная на выяснение того, что подростки знают о сексуальности, содержала ряд не соответствующих возрасту детей вопросов), представители консервативной международной организации Pro Life, со штаб-квартирой в США, борющейся за запрещение абортов и контрацепции во всем мире, обвинили РАПС и Министерство образования в желании не только развратить наших невинных детей, но и добиться физического вырождения и истребления нации по заданию западных спецслужб. Эту компанию поддержали некоторые политики и деятели Русской православной церкви. В разных газетах публикуются написанные по одному и тому же шаблону клеветнические статьи, утверждающие, что РАПС — «сатанинская организация», безопасный секс — путь к разврату, контрацепция — такое же убийство, как аборт, и что никаких сведений о сексуальности школьникам ни в каком возрасте сообщать не следует. В том же духе высказывались и некоторые члены Российской Академии образования, Президиум которой постановил, что России нужно не сексуальное просвещение, а нравственное воспитание «с элементами полового воспитания».

Конфликт между стратегиями полового воспитания не является уникальным для России. Подобное также характерно для некоторых развивающихся стран, а также для США, где последние 10 лет была очень популярна программа полового просвещения, ограниченного воздержанием.
При этом надо иметь в виду, что в Нидерландах, где программа полового воспитания (включая сведения, касающиеся контрацепции, профилактики венерических заболеваний и формирования сексуальности человека) с включена в школьную программу начиная с младших классов, средний возраст первых сексуальных контактов не ниже, а то и выше, чем в других странах. Так, в США подростки вступают в половые отношения примерно в 16 лет, а в Нидерландах — почти в 18 лет. Доля подростковых родов в Голландии также одна из самых низких в мире (5 человек на 1000). Низким также является процент заболеваемости ВИЧ. Например, в США на 1000 людей приходится 2,33 ВИЧ-инфицированных, в то время, как в Нидерландах — 0,28 ВИЧ-инфицированных.
Программа полового воспитания является одним из факторов, помогающих решить проблемы подростковых беременностей, абортов и ЗППП. К прочим факторам можно отнести экономическое благополучие страны, уровень общей культуры, образования и т. д.